# Simbolo di Christoffel
In geometria differenziale, i simboli di Christoffel sono dei coefficienti che codificano completamente una connessione in una carta particolare. I simboli dipendono fortemente dalla carta scelta: questi non sono infatti dei tensori. Si devono a Elwin Bruno Christoffel. 

## Definizione
Sia {\displaystyle M} una varietà differenziabile dotata di una connessione, ovvero di una derivata covariante {\displaystyle \nabla }. Una carta fornisce un diffeomorfismo fra un aperto di {\displaystyle M} ed un aperto {\displaystyle A} di {\displaystyle \mathbb {R} ^{n}}. Nell'aperto {\displaystyle A} sono definiti i campi di vettori coordinati costanti {\displaystyle e_{1},\ldots ,e_{n}} e quindi tutti i tensori possono essere agevolmente scritti in coordinate. In un punto di {\displaystyle A}, la derivata covariante del campo {\displaystyle e_{i}} nella {\displaystyle j}-esima direzione è una combinazione lineare
{\displaystyle \nabla _{j}e_{i}=\Gamma _{ij}^{1}e_{1}+\dots +\Gamma _{ij}^{n}e_{n}=\Gamma _{ij}^{k}e_{k}.}
con alcuni coefficienti {\displaystyle \Gamma _{ij}^{k}}. Nell'ultima espressione si fa uso della notazione di Einstein. Questi coefficienti sono i simboli di Christoffel della connessione, nella carta scelta.
I simboli di Christoffel sono definiti per ogni punto: quindi ogni {\displaystyle \Gamma _{ij}^{k}} è una funzione liscia:
{\displaystyle \Gamma _{ij}^{k}:A\to \mathbb {R} }
dipendente da tre parametri {\displaystyle i,j,k}. I simboli di Christoffel descrivono completamente e concretamente la derivata covariante {\displaystyle \nabla } nella carta.

### Notazione
In alcuni testi è possibile che i simboli di Christoffel siano presentati con una notazione diversa. Una prima possibilità è la seguente:
{\displaystyle \left\{{\sigma  \atop \mu \lambda }\right\}=\Gamma _{\mu \lambda }^{\sigma }\qquad \left\{\mu \lambda ,\sigma \right\}=\Gamma _{\sigma ,\mu \lambda }=g_{\sigma \rho }\Gamma _{\mu \lambda }^{\rho }\,.}
Mentre nel testo originale di Einstein si trova la notazione
{\displaystyle \left\{{\mu \lambda  \atop \sigma }\right\}=\Gamma _{\mu \lambda }^{\sigma }\qquad \left[{\mu \lambda  \atop \sigma }\right]=\Gamma _{\sigma ,\mu \lambda }=g_{\sigma \rho }\Gamma _{\mu \lambda }^{\rho }\,.}

## Proprietà

### Oggetto non tensoriale
Nonostante la notazione, i simboli di Christoffel non sono dei tensori. Con questa espressione, un po' impropria, si intende dire la seguente cosa: si prendano due carte {\displaystyle (U,\varphi )} e {\displaystyle (U,{\hat {\varphi }})} definite su un aperto comune {\displaystyle U}, esse inducono su {\displaystyle U} delle coordinate differenti {\displaystyle (x_{1},\ldots ,x_{n}),({\hat {x}}_{1},\ldots ,{\hat {x}}_{n})} che generano rispettivamente dei simboli di Christoffel {\displaystyle \Gamma _{ij}^{k}} e {\displaystyle {\hat {\Gamma }}_{ij}^{k}}. A questo punto si possono ben definire localmente due tensori:
{\displaystyle t=\Gamma _{ij}^{k}{\frac {\partial }{\partial x^{k}}}\otimes dx^{i}\otimes dx^{j}\quad {\text{ e }}\quad {\hat {t}}={\hat {\Gamma }}_{ij}^{k}{\frac {\partial }{\partial {\hat {x}}^{k}}}\otimes d{\hat {x}}^{i}\otimes d{\hat {x}}^{j}}.
Se ora le {\displaystyle \Gamma _{ij}^{k}} fossero le componenti (nella carta in cui sono calcolate) di un unico campo tensoriale esso dovrebbe coincidere necessariamente sia con {\displaystyle t} che con {\displaystyle {\hat {t}}}, quindi la relazione tra i {\displaystyle \Gamma _{ij}^{k}} e i {\displaystyle {\hat {\Gamma }}_{ij}^{k}} dovrebbe essere quella che lega le componenti di un tensore {\displaystyle (1,2)} in due carte diverse. Ma noi abbiamo già una formula per calcolare sia i {\displaystyle {\hat {\Gamma }}_{ij}^{k}} che i {\displaystyle \Gamma _{ij}^{k}} e quindi o trasformano nel modo corretto o non lo fanno. Il computo mostra che non lo fanno, essi sono collegati dalla relazione:
{\displaystyle {\hat {\Gamma }}_{ij}^{k}={\frac {\partial x^{p}}{\partial {\hat {x}}^{i}}}\,{\frac {\partial x^{q}}{\partial {\hat {x}}^{j}}}\,\Gamma _{pq}^{r}\,{\frac {\partial {\hat {x}}^{k}}{\partial x^{r}}}+{\frac {\partial {\hat {x}}^{k}}{\partial x^{m}}}\,{\frac {\partial ^{2}x^{m}}{\partial {\hat {x}}^{i}\partial {\hat {x}}^{j}}}.}
A causa del secondo addendo a destra, i simboli di Christoffel non mutano come le coordinate di un tensore {\displaystyle (1,2)}.

### Torsione
I simboli di Christoffel non sono tensori. La differenza fra due simboli di Christoffel è però un tensore: nella formula relativa ad un cambiamento di coordinate, il secondo addendo a destra (descritto sopra) infatti si cancella e resta solo il primo. D'altra parte, se {\displaystyle \Gamma _{ij}^{k}} è un simbolo di Christoffel, anche il simbolo {\displaystyle \Gamma _{ji}^{k}} ottenuto scambiando le variabili {\displaystyle i} e {\displaystyle j} è un simbolo di Christoffel (e descrive un'altra connessione). La loro differenza
{\displaystyle T_{ij}^{k}=\Gamma _{ij}^{k}-\Gamma _{ji}^{k}.}
è quindi un tensore. Questo tensore è la torsione della connessione. Quindi una connessione ha torsione (ovunque) nulla se e solo se i simboli di Christoffel sono (ovunque) simmetrici rispetto ai due indici in basso.

### Connessione di Levi-Civita
Fissato un tensore metrico {\displaystyle g} su una varietà differenziabile, esiste un'unica connessione senza torsione in cui il tensore metrico ha derivata covariante nulla. Questa connessione è detta connessione di Levi-Civita ed è quella abitualmente utilizzata per una varietà riemanniana o pseudo-riemanniana. I simboli di Christoffel che definiscono questa connessione sono ricavabili in una qualsiasi carta dalla relazione seguente:
{\displaystyle \Gamma _{ij}^{k}={\frac {1}{2}}g^{kl}\left({\frac {\partial g_{jl}}{\partial x^{i}}}+{\frac {\partial g_{li}}{\partial x^{j}}}-{\frac {\partial g_{ij}}{\partial x^{l}}}\right)={\frac {1}{2}}g^{kl}\left(\partial _{i}g_{jl}+\partial _{j}g_{li}-\partial _{l}g_{ij}\right)}
Nella relazione sono presenti il tensore metrico e le sue derivate parziali rispetto alle coordinate fissate dalla carta (le derivate parziali non coincidono con la derivata covariante del tensore metrico, che è nulla). Nell'ultimo passaggio si è utilizzata la convenzione :
{\displaystyle {\frac {\partial }{\partial x^{k}}}=\partial _{k}}
per le derivate parziali.

## Applicazioni

### Derivata covariante di un campo tensoriale
La derivata covariante di un campo vettoriale {\displaystyle v}, ovvero di un campo tensoriale di tipo (1,0), può essere calcolata in una carta facendo uso dei simboli di Christoffel nel modo seguente:
{\displaystyle \nabla _{j}v^{i}={\frac {\partial v^{i}}{\partial x^{j}}}+\Gamma _{jk}^{i}v^{k}.}
Analogamente, la derivata covariante di un campo tensoriale di tipo (0,1) è data da:
{\displaystyle \nabla _{j}v_{i}={\frac {\partial v_{i}}{\partial x^{j}}}-\Gamma _{ij}^{k}v_{k}}
La derivata covariante di un campo tensoriale di tipo (2,0) è data da:
{\displaystyle \nabla _{k}v^{ij}={\frac {\partial v^{ij}}{\partial x^{k}}}+\Gamma _{k\ell }^{i}v^{\ell j}+\Gamma _{k\ell }^{j}v^{i\ell }}